# Gloquidio (zoología)

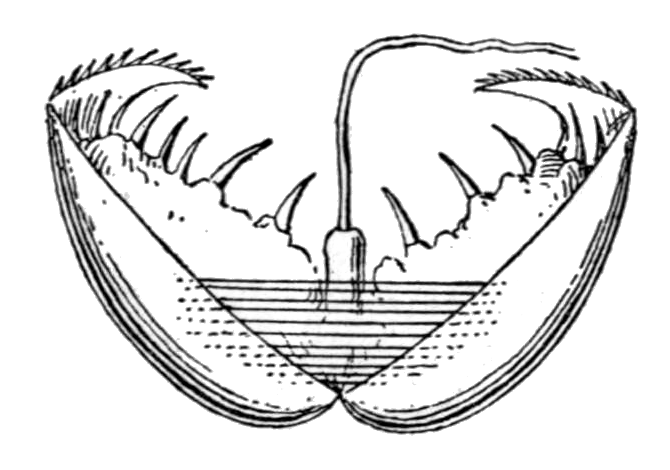
Dibujo del gloquidio de la náyade cisne (Anodonta cygnea). La larva mide unos 0.35 mm.

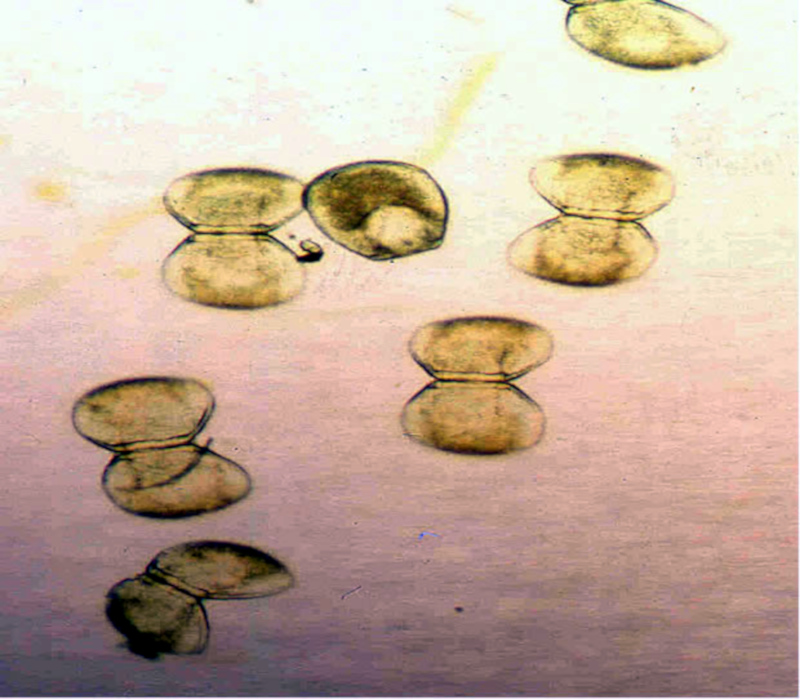
Gloquidios de Lampsilis higginsii.

El gloquidio es el estadio larvario microscópico de algunos moluscos bivalvos de agua dulce de las familias Unionidae y Margaritiferidae.
Esta larva tiene unos ganchos que les permiten sujetarse a las branquias de un pez hospedador. Una vez pasado el estadio larvario, se desprenden y caen al fondo, donde acaban por adquirir la forma típica de un bivalvo juvenil. Como el pez hospedador nada libre durante esta etapa, esto ayuda a estos bivalvos a colonizar nuevas áreas a las que no podrían llegar de otra manera.
Antes de la comprensión de esta forma larvaria, se describió como una infección parasitaria de gusanos. Sin embargo, bajo unas circunstancias normales, los gloquidios no causan daño al pez hospedador. Únicamente una sobreexposición de gloquidios pueden causar una disminución de la capacidad de intercambio gaseoso de los peces.